# Ivan Erslan
Ivan Erslan (Obrovac, 15. studenoga 1991.) hrvatski je borac mješovitih borilačkih vještina u poluteškoj kategoriji.
Rođen je u Obrovcu 15. studenoga 1991. godine. Trenirao je nogomet u mladim danima. Za vrijeme studija, na poticaj brata počeo je trenirati mješovite borilačke vještine. Imao je prvu borbu s 24 godine u Prelogu u Međimurju protiv Matea Piščeka u kojoj je pobijedio. Postao je poznat u svijetu MMA-a borbama u  poljskom KSW-u u poluteškoj kategoriji.
Postao je prvi hrvatski UFC borac nakon osam godina u najjačoj svjetskoj MMA organizaciji borbom protiv Moldavca Iona Cutelabe u Parizu 28. rujna 2024. Prije njega posljednji Hrvat u UFC-u bio je Filip Pejić.